# 埃弗雷特山脈
埃弗雷特山脈（英語：Everett Range）是南極洲的山脈，位於維多利亞地西北部，長約97公里，該山脈以美國海軍指揮官命名，現時受南極條約體系管理。
71°20′S 165°40′E / 71.333°S 165.667°E